# Eric Hallin
Eric Adolf Hallin, född 15 juli 1870 i Hedvig Eleonora församling, Stockholms stad, död 26 april 1965 i Lycke församling, Göteborgs och Bohus län, var en svensk attaché och riksdagsman.

## Biografi
Hallin blev student vid Uppsala universitet 1889 och tog examen till rättegångsverken 1897. Han var attaché i Berlin 1897, i S:t Petersburg 1899 och i Paris 1900. Han var anställd som andre sekreterare på utrikesdepartementet 1901 och var tillförordnad legationssekreterare i Köpenhamn 1904, varefter han avancerade till förste sekreterare på utrikesdepartementet 1905, men tog avsked samma år.
I riksdagen var han ledamot av första kammaren 1908–1933 (invald i Göteborgs och Bohus läns valkrets) och var suppleant i konstitutionsutskottet 1909. Hallin blev kammarherre vid kungliga hovstaterna 1912 och kabinettskammarherre 1920.

## Utmärkelser

### Svenska utmärkelser
- Konung Gustaf V:s jubileumsminnestecken med anledning av 90-årsdagen, 1948.[8]
- Konung Gustaf V:s jubileumsminnestecken med anledning av 70-årsdagen, 1928.[9]
- Innehavare av Konung Gustav V:s minnestecken, 1951.[10]
- Kommendör av första klassen av Nordstjärneorden, 6 juni 1930.[11]
- Kommendör av andra klassen av Nordstjärneorden, 6 juni 1925.[12]
- Riddare av Nordstjärneorden, 1914.[13]
- Kommendör av första klassen av Vasaorden, 6 juni 1935.[14]
- Kommendör av andra klassen av Vasaorden, 6 juni 1922.[15]
- Riddare av första klassen av Vasaorden, 1905.[16]
- Riddare av Carl XIII:s orden, 27 januari 1945.[17]

### Utländska utmärkelser
- Storkorset av Danska Dannebrogorden, tidigast 1935 och senast 1940.[18][19]
- Storkorset av Etiopiska Stjärnorden, tidigast 1921 och senast 1925.[7][20]
- Storkorsriddare av Isländska falkorden, 1930.[9][21]
- Storkorset av Monacos Karl den heliges orden, tidigast 1928 och senast 1930.[21][22]
- Storkorset av Påvliga Sankt Gregorius den stores orden, tidigast 1928 och senast 1930.[21][22]
- Storofficer av Belgiska Kronorden, tidigast 1925 och senast 1928.[20][22]
- Kommendör av första klassen av Finlands Vita Ros’ orden, tidigast 1925 och senast 1928.[20][22]
- Andra klassen av Osmanska rikets Osmanié-orden, tidigast 1910 och senast 1915.[6][23]
- Andra klassen Osmanska rikets Meschidie-orden, tidigast 1910 och senast 1915.[6][23]
- Tredje klassen Osmanska rikets Meschidie-orden, senast 1908.[24]
- Kommendör av Nederländska Oranienhusorden, tidigast 1910 och senast 1915.[6][23]
- Kommendör av Portugisiska Kristusorden, senast 1908.[24]
- Riddare av Portugisiska Kristusorden, tidigast 1910 och senast 1915.[6][23]
- Riddare av fjärde klassen av Preussiska Kronorden, senast 1908.[24]